# Karmelitinnenkloster Uzès
Das Karmelitinnenkloster Uzès ist ein Kloster der Karmelitinnen in Uzès, Département Gard, im Bistum Nîmes in Frankreich.

## Geschichte
Der Deutsch-Französische Krieg bewog 1871 drei Karmelitinnen aus Chartres, im vom Krieg nicht berührten französischen Süden bei Nîmes den Karmel vom Heiligsten Herzen Jesu (französisch: Carmel du Sacré Coeur) zu gründen. Von 1873 bis 1886 bewohnten sie in Uzès ein Gebäude in der Rue des Carmélites. Seitdem befindet sich das Kloster in der Avenue Louis Alteirac Nr. 7. Von 1901 bis 1909 waren die Schwestern, von der Dritten Republik vertrieben, im Exil auf Malta. Die Schwestern tragen durch Buchbinderei zum Unterhalt des Klosters bei.